# Національний поштовий музей США

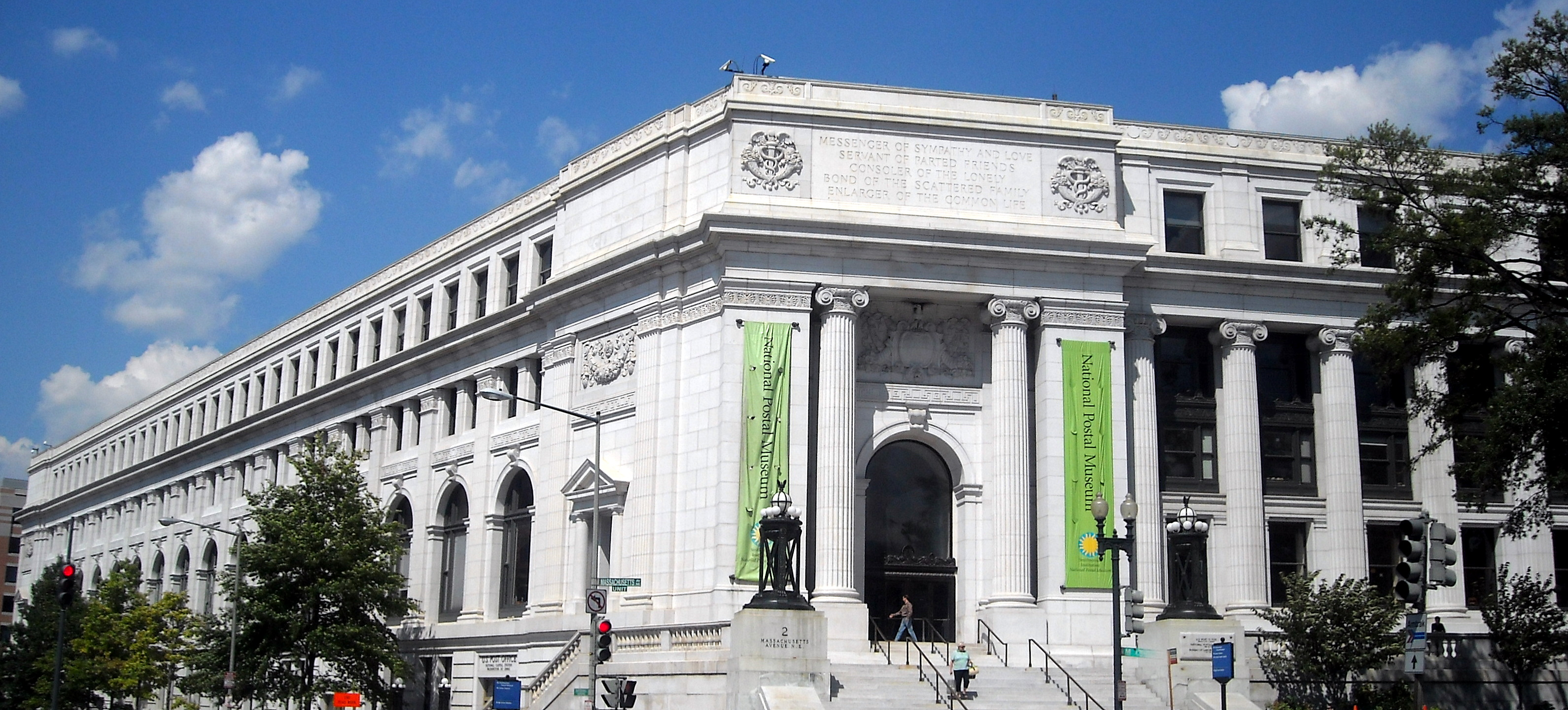
Національний поштовий музей у Вашингтоні

Національний поштовий музей (англ. National Postal Museum) — розташований у центрі м. Вашингтон, США і є невід’ємною частиною Смітсонівського інституту. 
Музей був заснований завдяки угоді, досягнутій між Поштовою службою США і Смітсонівським інститутом, і відкрився 1993 року.